# Comunidad de comunas de Montrevel-en-Bresse
La Comunidad de comunas de Montrevel-en-Bresse (en francés La Plaine Tonique - Communauté de communes de Montrevel-en-Bresse), fue una estructura intercomunal francesa situada en el departamento de Ain, en la región de Ródano-Alpes.

## Historia
Fue creada el 1 de enero de 2002, a partir del distrito de su nombre, que fue creado en 1965, con la unión de las catorce comunas del antiguo cantón de Montrevel-en-Bresse, y que forman parte del nuevo cantón de Attignat en 2015.
El 1 de enero de 2017 fue suprimida y sus comunas pasaron a formar parte de la Comunidad de aglomeración del Bassin de Bourg-en-Bresse.

## Nombre
Debe su nombre a la comuna que le daba su nombre al cantón del que procedían, y que a su vez es sede de la comunidad.

## Composición
La Comunidad de comunas reagrupaba 14 comunas:
| Comuna                 | Código INSEE | Cantón   | Población (2012) | Superficie (km²) | Densidad (hab./km²) |
| ---------------------- | ------------ | -------- | ---------------- | ---------------- | ------------------- |
| Attignat               | 01024        | Attignat | 3110             | 18.69            | 166                 |
| Béréziat               | 01040        | Attignat | 463              | 10.83            | 43                  |
| Confrançon             | 01115        | Attignat | 1245             | 18.17            | 69                  |
| Cras-sur-Reyssouze     | 01130        | Attignat | 1368             | 13.83            | 99                  |
| Curtafond              | 01140        | Attignat | 726              | 12.41            | 59                  |
| Étrez                  | 01154        | Attignat | 796              | 12.15            | 66                  |
| Foissiat               | 01163        | Attignat | 1980             | 40.36            | 49                  |
| Jayat                  | 01196        | Attignat | 1091             | 16.30            | 67                  |
| Malafretaz             | 01229        | Attignat | 1076             | 9.19             | 117                 |
| Marsonnas              | 01236        | Attignat | 1009             | 18.38            | 55                  |
| Montrevel-en-Bresse    | 01266        | Attignat | 2415             | 10.27            | 235                 |
| Saint-Didier-d'Aussiat | 01346        | Attignat | 897              | 15.22            | 59                  |
| Saint-Martin-le-Châtel | 01375        | Attignat | 796              | 12.77            | 62                  |
| Saint-Sulpice          | 01387        | Attignat | 173              | 5.26             | 33                  |

## Competencias
La comunidad es un organismo público de cooperación intercomunal.
Sus recursos provienen del impuesto sobre los rendimientos del trabajo único, del sistema de contribuciones que se aplica a los residuos y asignaciones y subvenciones de diversos socios.
Sus competencias en general se centran en el desarrollo económico, medio ambiental, de empleo y los servicios comunitarios a los habitantes:
- Ordenación del Territorio
  - Plan de Coherencia Territorial (SCOT, en francés).
  - Plan Sectorial.
- Desarrollo y organización económica
  - Acción de desarrollo económico de las actividades industriales, comerciales o de empleo, (apoyo de las actividades agrícolas y forestales...).
  - Creación, organización, mantenimiento y gestión de zonas de actividades industriales, comerciales, terciario, artesanal o turístico.
- Desarrollo y organización social y cultural
  - Actividades culturales y socioculturales.
  - Actividades deportivas.
  - Construcción y/u organización, mantenimiento, gestión de equipamientos o establecimientos culturales, socioculturales, socioeducativos, deportivos…, etc.
  - Transporte escolar.
- Medio ambiente
  - Saneamiento no colectivo.
  - Recogida y tratamiento de los residuos urbanos y asimilados.
  - Protección y valorización del Medio Ambiente.
- Vivienda y hábitat
  - Programa local del hábitat.
- Servicio de vías públicas
  - Creación, organización y mantenimiento del servicio de vías públicas.
- Otros
  - Adquisición comunal de material.
  - Informática, Talleres vecinales.